# Nian

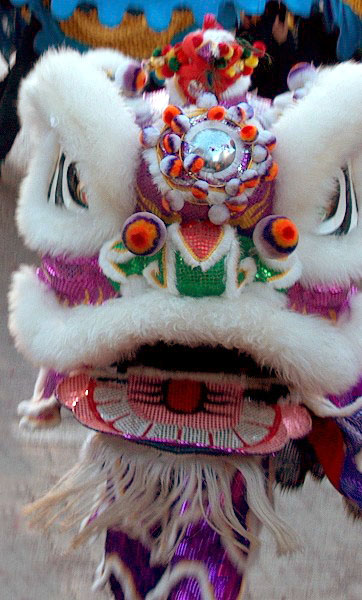
Zuid-Chinese leeuwendans beeldt de verdrijver van Nian uit.

Volgens de Chinese mythologie is Nian een beest dat leeft onder de zee of in de bergen.  Elk voorjaar, op of rond het Chinese Nieuwjaar, komt het uit zijn schuilplaats om mensen aan te vallen. De Nian heeft een afkeer van harde geluiden en vreest de kleur rood. 
De Chinese Leeuwendans is  ontstaan door de legende van de Nian. Deze traditie heeft haar oorsprong in een verhaal over een aanval van een Nian op een dorp. Na de aanval bespraken de dorpelingen hoe de Nian hen met rust zou laten. De traditie van voetzoekers en rode gewaden die in veel afbeeldingen van leeuwendansen worden gezien is afkomstig uit de plannen van de dorpelingen. Zij hoopten de Nian te intimideren door rode gewaden te dragen, en rotjes te gooien die luide knallen veroorzaakten. Volgens deze mythe is de Nian niet weer verschenen in het dorp. 
De Nian bestaat volgens de geruchten nog steeds, maar is nooit meer door een mens gezien.